# Егиазарян, Карапет Гарибович
Карапет Гарибович Егиазарян (арм. Կարապետ Եղիազարյան; 7 марта 1932 — 3 февраля 2006) — советский и армянский художник-живописец, художник по гобелену, заслуженный художник Армянской ССР (1983).
Отец художницы (гобелен), доктора педагогических наук, профессора Ануш Карапетовны Егиазарян.

## Биография
В 1953 году окончил Ереванское художественное училище им. Паноса Терлемезяна, в 1959 — Ленинградское высшее художественное заведение им. В. И. Мухиной.
Егиазарян возглавлял отдел декоративно-прикладного искусства Союза художников РА (1972—1987). Был членом президиума и правления Союза художников РА (1973—1987).
Преподавал дизайн, живопись и композицию в художественном училище имении Паноса Терлемезяна (1962—1979), за что 1972 году был удостоен почётной грамоты Министерства высшего и среднего специального образования Армянской ССР, республиканского комитета трудящихся научных учреждений и высшей школы просвещения.
Преподавал в ереванском художественно-театральном институте (1964—1974).
Карапет Егиазарян — основоположник современного армянского гобелена. Его работы имеются в музеях или иных собраниях Еревана, Москвы, Лондона, Нью-Йорка, Гюмри, Эчмиадзина, Керчи, Полтавы, Волгодонска и других городов.

## Работы
Карапета Егиазарян является автором мозаичных панно «Синтетика» (1967), «Рай» (1968; за него он был удостоен грамоты президиума Верховного Совета Армянской ССР; находится в мемориальном комплексе, посвящённом Сардарапатской битве), «Виноград» (1969, Арташат), «Посток и солнце» (1970, соавторы — М. Камалян и Ц. Азизян), масштабной композиции на фасаде здания института биохимии АН РА, «Хачатур Абовян» (1972, Абовян), созданной из мелких разноцветных натуральных камней.
- «Мольба о мире» (1967)
- «Севанские мотивы» (1974)
- «Мир» (1975)
- «Солдатская свадьба» (1978)
- «Наука» (1972)
- «Парад победы» (1975)
- «Салют славы» (1979; 180 м2)
- «Возрождение» (1986)